# 우치다 도모야
우치다 도모야(일본어: 内田 智也, 1983년 7월 10일 ~ )는 일본의 전 축구 선수이다.

## 구단 경력
과거 요코하마 FC, 오미야 아르디자, 방포레 고후에서 활동하였다.